# Faisceau de particules chargées
Un faisceau de particules chargées est un ensemble de particules chargées qui se propagent globalement dans une même direction. Il est généralement produit dans les accélérateurs de particules.
La physique qui traite de ses propriétés et de son transport est la dynamique des faisceaux.